# 파비우스 함수

.

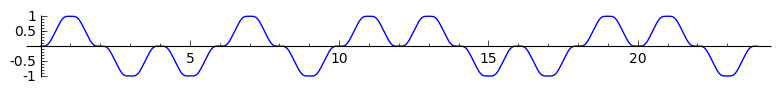
음이 아닌 실수로의 함수의 확장이다.

파비우스 함수는 야프 파비우스(Jaap Fabius)에 의해 발견된 모든 점에서 비 해석적인 무한히 미분가능한 함수의 예시이다. 이는 또한 뵈르 제센(Børge Jessen)과 오렐 위트너(Aurel Wintner)에 의해 다음의 푸리에 변환으로 쓰여졌다.
{\displaystyle {\hat {f}}(z)=\prod _{m=1}^{\infty }\left(\cos {\frac {\pi z}{2^{m}}}\right)^{m}}

파비우스 함수는 단위구간에서 정의되어 있고, 다음의 확률분포로 주어진다
{\displaystyle \sum _{n=1}^{\infty }2^{-n}\xi _{n},}
여기서 ξn는 단위 구간에서 독립 연속균등분포 확률변수이다.
이 함수는 {\displaystyle 0\leq x\leq 1/2}에서 함수식 {\displaystyle f'(x)=2f(2x)}를 만족한다; 여기서 {\displaystyle f'}은 {\displaystyle f}의 도함수를 의미한다. 이 함수식을 만족하면서 {\displaystyle f}를 음이 아닌 실수로 확장시키는 특별한 방법이 있다. 이 확장은 {\displaystyle 0\leq x\leq 1}에서 {\displaystyle f(x+1)=1-f(x)}로 정의되고 {\displaystyle r}이 양의 정수일 때 {\displaystyle 0\leq x\leq 2^{r}}에서 {\displaystyle f(x-2^{r})=-f(x)}이다. 이 함수가 양수이거나 음수인 구간의 순열은 투에-모스 수열과 같은 패턴을 따른다.

## 참조
- Fabius, J. (1966), “A probabilistic example of a nowhere analytic {\displaystyle C^{\infty }}function”, 《Zeitschrift für Wahrscheinlichkeitstheorie und Verwandte Gebiete》 5: 173–174, doi:10.1007/bf00536652, MR 0197656
- Jessen, Børge; Wintner, Aurel (1935), “Distribution functions and the Riemann zeta function”, 《Trans. Amer. Math. Soc.》 38: 48–88, doi:10.1090/S0002-9947-1935-1501802-5, MR 1501802
- Dimitrov, Youri (2006). 《Polynomially-divided solutions of bipartite self-differential functional equations》 (학위논문).
- Haugland, Jan Kristian (2016). “Evaluating the Fabius function”. arXiv:1609.07999.